# Ross Bagdasarian Sr.
Rostom Sipan Bagdasarian (27 de enero de 1919 - 16 de enero de 1972), conocido con el nombre artístico  de David Seville, fue un cantante, compositor, productor y actor conocido fundamentalmente por crear la banda musical de dibujos animados, Alvin and the Chipmunks. En sus inicios se dedicó a la interpretación pero el éxito le llegó en 1958 como cantante y compositor con los temas "Witch Doctor" y "The Chipmunk Song (Christmas Don't Be Late)", ambos números uno de la lista Billboard. Posteriormente produjo y dirigió The Alvin Show, que se emitió por la CBS entre 1961 y 62.

## Biografía
Nació en Fresno, California en el seno de una familia de origen armenio. Su padre era viticultor. Era primo del novelista William Saroyan además de grandes amigos durante toda su vida. Bagdasarian formó parte de las Fuerzas aéreas del ejército de Estados Unidos. Durante toda la Segunda Guerra Mundial, desde enero de 1941 hasta diciembre de 1945, estuvo destinado en Europa. Su nombre artístico, "David Seville" fue adoptado tras pasar un tiempo destinado en la ciudad española de Sevilla.

## Carrera

### Interpretación
Bagdasarian debutó en Broadway en 1939 participado en la obra The Time of Your Life de William Saroyan, su primo. Interpretó también algunos papeles secundarios en películas como Viva Zapata! (1952), Stalag 17 (1953), Destination Gobi (1953), La ventana indiscreta (1954) y The Proud and Profane (1956). En La Ventana Indiscreta de Alfred Hitchcock interpretó a un pianista.

### Música
El mayor éxito de Bagdasarian como compositor fue con el tema "Come On-a My House". Originalmente fue grabado por Kay Armen en 1950, aunque la versión de 1951 de Rosemary Clooney para Columbia Records fue la que realmente triunfó, llegando a vender más de un millón de copias. Se trata de una adaptación de una canción folk americana que Bagdasarian escribió junto a su primo William Saroyan. El tema fue originalmente creado para el musical off-Broadway, The Son. El sencillo lanzó la carrera de Clooney, alcanzando el número uno de la lista Billboard charts. Durante el primer mes desde su publicación logró ventas superiores a las 750.000 copias. En 1954 escribió "Hey Brother, Pour The Wine", un éxito para Dean Martin.
En 1955, Bagdasarian firmó un contrato con la discográfica Liberty Records.  El año siguiente alcanzó el éxito internacional con el tema "The Trouble with Harry", perteneciente a la banda sonora de la película de Alfred Hitchcock, Pero... ¿quién mató a Harry?, que publicó bajo el seudónimo de Alfi & Harry. El sencillo alcanzó el puesto 44 de la lista Billboard en Estados Unidos y el puesto número 15 en las listas británicas. A finales de ese año, 1956, publicó su primer álbum bajo el seudónimo de David Seville, "Armen's Theme" que alcanzó el puesto 42 de Billboard.

#### David Seville and the Chipmunks
Bagdasarian logró su mayor éxito en 1958, con el tema "Witch Doctor", creado con un efecto sonoro que aceleraba su voz con un magnetófono. Liberty Records publicó el novedoso sencillo con el nombre de David Seville. El tema era un dueto entre la voz natural de Bagdasarian y su propia voz distorsionada. El sencillo alcanzó el número 1 de la lista Billboard el 28 de abril de 1958 y supuso su consagración como compositora. Vendió un millón y medio de copias.
Bagdasarian creó un trío de personajes a los que bautizó con los nombres de los ejecutivos de Liberty Records: Simon, Theodore y Alvin. Su sencillo de debut, "The Chipmunk Song (Christmas Don't Be Late)" fue publicado el 17 de noviembre de 1958 alcanzando el número uno de las listas de éxitos durante la Navidad y el Año Nuevo. La canción vendió cuatro millones de copias en apenas unos meses. Obtuvo tres premios Grammy en la primera edición de los galardones en 1959 en las categorías de Mejor álbum para niños, Mejor álbum de comedia y Mejor arreglo para álbum no clásico. Bagdasarian ganó lo dos primeros como David Seville. La canción ocupa el puesto 23 de la lista de temas navideños más interpretados en el siglo XX.
La periodista Shana Alexander, escribió en la revista Life en 1959 que Bagdasarian fue el primer artista en los "anales de la música popular que fue capaz de ejercer como escritor, compositor, productor, director de orquesta y vocalista en una canción de éxito, con lo que absolutamente todos los ingresos generados fueron a para a su bolsillo." Alexander también encontró extraordinario que Bagdasarian "no supiera leer ni escribir música ni tocar ningún instrumento musical en el sentido aceptado de la palabra". Bagdasarian owned Chipmunk Enterprises, which sponsored Chipmunk-related sales. By 1963 some 15 companies were using or planned to use Alvin figures. En 1963, la revista Billboard estimó que el total de ingresos generados por Chipmunks Enterprises, la compañía creada por Bagdasarian para explotar los derechos de "Alvin y las ardillas", ascendía a 20 millones de dólares de la época.
En los siguientes años Alvin and the Chipmunks publicaron numerosos sencillos de éxito: "Alvin's Harmonica" (1959), "Ragtime Cowboy Joe" (1959), "Alvin's Orchestra" (1960), "Rudolph the Red Nosed Reindeer" (1960), "The Alvin Twist" (1962), así como el álbum The Chipmunks Sing the Beatles Hits en 1964, coincidiendo con la llamada British Invasion.
Bagdasarian produjo también The Alvin Show, una serie animada de televisión emitida por la CBS entre octubre de 1961 y septiembre de 1962.

## Vida personal
Bagdasarian vivió con su familia en Los Ángeles desde 1950. A mediados de los años 60 adquirió la compañía Sierra Wine Corp., una bodega que suministraba sus productos, entre otras empresas, a E & J Gallo Winery. Falleció de un infarto en su casa de Beverly Hills el 16 de enero de 1972, once día antes de cumplir 53 años. Su cuerpo fue incinerado en el crematorio de Los Ángeles.

## Discografía

### Álbumes
- The Music of David Seville (1957 Liberty 3073)
- The Witch Doctor Presents: David Seville...and his Friends (1958 Liberty 3092)
- The Chipmunks Sing the Beatles Hits (1964 Sunset/Liberty; as Alvin and the Chipmunks with David Seville)
- The Mixed-up World of Bagdasarian (1966 Liberty 7451; recorded under David Seville's real name, Ross Bagdasarian)
- A Summer Day's Delight (Circa 1970, Ross Bagdasarian Productions RB-1; recorded as Ross Bagdasarian, privately released in small quantities)
- Let's All Sing with the Chipmunks
- The Alvin Show

## Filmografía
- The Greatest Show on Earth (1952)
- Viva Zapata! (1952)
- The Stars Are Singing (1953)
- Destination Gobi (1953)
- The Girls of Pleasure Island (1953)
- Stalag 17 (1953)
- Alaska Seas (1954)
- Rear Window (1954)
- Kismet (1955)
- Hot Blood (1956)
- The Proud and Profane (1956)
- Three Violent People (1956)
- The Devil's Hairpin (1957)
- The Deep Six (1958)
- The Alvin Show (1961–1962, Serie de televisión)